# 松の木峠
松の木峠（まつのきとうげ）は、山口県岩国市と広島県廿日市市を結ぶ峠である。標高776m。

## 概要
国道434号が通っている。山口県側は狭隘でヘアピンカーブが連続しているが、広島県側は離合可能で比較的通行しやすい。
中国自動車道の冠山トンネルはこの峠のやや北側を通過しているが、峠の付近にICは設置されていない。